# Copa Libertadores da América de Futebol Feminino de 2025
A Copa Libertadores da América de Futebol Feminino de 2025, oficialmente CONMEBOL Libertadores Femenina 2025, será a 17.ª edição da competição organizada pela Confederação Sul-Americana de Futebol (CONMEBOL).
O torneio será realizado no Argentina de 2 a 18 de outubro de 2025. O Brasil, por ser a federação mais bem colocada no ranking histórico da CONMEBOL, tem direito a três vagas na competição. Com o título do Corinthians, em 2024, o país garantiu um terceiro representante.

## Formato
Para a fase de grupos, os 16 clubes são divididos em quatro grupos de quatro times, definidos por sorteio. Equipes do mesmo país não podem cair no mesmo grupo. As equipes de cada grupo jogam entre si em sistema de todos contra todos, com as duas primeiras equipes de cada grupo avançando para as quartas de final. A partir das quartas de final, as equipes jogaram um torneio de eliminação única. Em caso de empate no tempo normal, a decisão vai direto para os pênaltis, sem prorrogação.

## Equipes classificadas
As seguintes 16 equipes das 10 federações filiadas à CONMEBOL se qualificaram para o torneio:
- Campeão da Libertadores Feminina de 2024
- Uma vaga adicional ao país anfitrião
- Duas vagas para as quatro melhores associações de acordo com o ranking histórico da competição até a edição de 2024
- Uma vaga para as seis associações restantes

| Associação                         | Equipe               | Forma de classificação                                                               | Participação |
| ---------------------------------- | -------------------- | ------------------------------------------------------------------------------------ | ------------ |
| Argentina · (1 vaga + anfitrião)   | Boca Juniors         | Campeão do Campeonato de Fútbol Femenino 2024                                        | 10ª          |
| Argentina · (1 vaga + anfitrião)   | Racing               | Vice-campeão do Campeonato de Fútbol Femenino 2024                                   | 1.ª          |
| Bolívia · (1 vaga)                 | À definir            | Campeão do Campeonato Boliviano de 2025                                              |              |
| Brasil · (2 vagas + atual campeão) | Corinthians          | Campeão da Libertadores Feminina de 2024 e do Campeonato Brasileiro Série A1 de 2024 | 8.ª          |
| Brasil · (2 vagas + atual campeão) | São Paulo            | Vice-campeão do Campeonato Brasileiro Série A1 de 2024                               | 1.ª          |
| Brasil · (2 vagas + atual campeão) | Ferroviária          | Terceiro colocado do Campeonato Brasileiro Série A1 de 2023                          | 8.ª          |
| Chile · (2 vagas)                  | Colo-Colo            | Campeão do Campeonato Feminino Caja Los Andes de 2024                                | 12.ª         |
| Chile · (2 vagas)                  | Universidad de Chile | Vice-campeão do Campeonato Feminino Caja Los Andes de 2024                           | 5.ª          |
| Colômbia · (2 vagas)               | À definir            | Campeão da Liga Profissional Feminina de 2025                                        |              |
| Colômbia · (2 vagas)               | À definir            | Vice-campeão da Liga Profissional Feminina de 2025                                   |              |
| Equador · (1 vaga)                 | À definir            | Campeão da Superliga Feminina de 2024                                                |              |
| Paraguai · (2 vagas)               | Libertad             | Campeão do Torneio Apertura de 2023                                                  | 6.ª          |
| Paraguai · (2 vagas)               | Olimpia              | Vice-campeão do Torneio Apertura de 2024                                             | 4.ª          |
| Peru · (1 vaga)                    | Alianza Lima         | Campeão do Torneo Apertura da Liga Feminina de 2025                                  | 4.ª          |
| Uruguai · (1 vaga)                 | Nacional             | Campeão do Campeonato Uruguaio de 2024                                               | 7.ª          |
| Venezuela · (1 vaga)               | À definir            | Campeão da Liga Feminina de 2025                                                     |              |

## Sorteio
O sorteio da fase de grupos será realizado em data e local ainda não definidos. As equipes serão divididas em quatro potes com quatro equipes cada, sendo que duas equipes de um mesmo país não poderão caír no mesmo grupo.
O atual campeão da competição (Corinthians) e o melhor representante do país anfitrião (Boca Juniors) serão alocados automaticamente para o primeiro pote, nas posições A1 e B1, respectivamente. As outras equipes ficarão distribuídas nos potes de acordo com a colocação dos times da sua federação no torneio anterior, com as vagas adicionais de Brasil, Chile, Colômbia e Paraguai indo para o pote 4.
| Pote 1                                               | Pote 2                                          | Pote 3                                          | Pote 4                                          |
| ---------------------------------------------------- | ----------------------------------------------- | ----------------------------------------------- | ----------------------------------------------- |
| - Corinthians - Boca Juniors - À definir - À definir | - À definir - À definir - À definir - À definir | - À definir - À definir - À definir - À definir | - À definir - À definir - À definir - À definir |